# Napoléon Daru
Napoléon Daru, född den 11 juni 1807 i Paris, död där den 20 februari 1890, var en fransk greve och politiker. Han var son till Pierre Daru.
Daru var artilleriofficer och medlem av pärskammaren 1832–1848. År 1849 blev han medlem av lagstiftande församlingen och motarbetade som dess vicepresident 1850–1851 prins Louis Napoléon. Därför blev han vid statskuppen samma år för en tid häktad och drog sig därefter tillbaka från politiken. År 1869 invaldes han av oppositionen i lagstiftande församlingen och anslöt sig där till centern; 1870 blev han utrikesminister i Émile Olliviers ministär. Som alltmer utpräglad högerman var han medlem av den nationella försvarskommittén 1870–1871, av den lagstiftande nationalförsamlingen 1871–1873 och av senaten 1876–1879.